# 22e cérémonie des Saturn Awards
La 22e cérémonie des Saturn Awards, récompensant les films et séries télévisées américaines fantastiques sortis en 1995, s'est tenue le 25 juin 1996.

## Palmarès
Les lauréats sont indiqués en gras et en première position de chaque catégorie.

### Cinéma

#### Meilleur film de science-fiction
- L'Armée des douze singes
  - Congo
  - Judge Dredd
  - Alerte !
  - La Mutante
  - Strange Days
  - Waterworld

#### Meilleur film fantastique
- Babe, le cochon devenu berger
  - Batman Forever
  - Casper
  - Fluke
  - L'Indien du placard
  - Jumanji
  - Toy Story

#### Meilleur film d'horreur
- Une nuit en enfer
  - La Cité des enfants perdus
  - L'Antre de la folie
  - Le Maître des illusions
  - Témoin muet
  - The Prophecy
  - Le Cavalier du Diable

#### Meilleur film d'action / aventure
- Usual Suspects
  - Apollo 13
  - Braveheart
  - Une journée en enfer (Die Hard with a Vengeance)
  - GoldenEye
  - Heat
  - Seven

#### Meilleur réalisateur
- Kathryn Bigelow pour Strange Days
  - David Fincher pour Seven
  - Terry Gilliam  pour L'Armée des douze singes
  - Joe Johnston pour Jumanji
  - Frank Marshall pour Congo
  - Robert Rodriguez pour Une nuit en enfer
  - Bryan Singer pour Usual Suspects

#### Meilleur scénario
- Andrew Kevin Walker pour Seven
  - George Miller et Chris Noonan pour Babe, le cochon devenu berger
  - Quentin Tarantino pour Une nuit en enfer
  - James Cameron et Jay Cocks pour Strange Days
  - Joss Whedon, Alec Sokolow, Andrew Stanton et Joel Coen pour Toy Story
  - David Webb Peoples et Janet Peoples pour L'Armée des douze singes

#### Meilleur acteur
- George Clooney pour Une nuit en enfer
  - Pierce Brosnan dans GoldenEye
  - Ralph Fiennes dans Strange Days
  - Morgan Freeman dans Seven
  - Robin Williams dans Jumanji
  - Bruce Willis dans L'Armée des douze singes

#### Meilleure actrice
- Angela Bassett dans Strange Days
  - Kathy Bates pour le rôle de Dolores Claiborne dans Dolores Claiborne
  - Nicole Kidman dans Prête à tout
  - Sharon Stone dans Mort ou vif
  - Madeleine Stowe dans L'Armée des douze singes
  - Marina Zudina dans Témoin muet

#### Meilleur acteur dans un second rôle
- Brad Pitt dans L'Armée des douze singes
  - Harvey Keitel dans Une nuit en enfer
  - Val Kilmer dans Heat
  - Tim Roth dans Rob Roy
  - Quentin Tarantino dans Une nuit en enfer
  - Christopher Walken dans The Prophecy

#### Meilleure actrice dans un second rôle
- Bonnie Hunt dans Jumanji
  - Illeana Douglas dans Prête à tout
  - Salma Hayek dans Desperado
  - Jennifer Jason Leigh pour le rôle de Selena St. George dans Dolores Claiborne
  - Juliette Lewis dans Une nuit en enfer
  - Gwyneth Paltrow dans Seven

#### Meilleur jeune acteur / actrice
- Christina Ricci dans Casper
  - Kirsten Dunst dans Jumanji
  - Bradley Pierce dans Jumanji
  - Max Pomeranc dans Fluke
  - Hal Scardino dans L'Indien du placard
  - Judith Vittet dans La Cité des enfants perdus

#### Meilleure musique
- Usual suspects – John Ottman
  - Braveheart – James Horner
  - Copycat – Christopher Young
  - Dolores Claiborne – Danny Elfman
  - Seven – Howard Shore
  - USS Alabama – Hans Zimmer

#### Meilleurs costumes
- Julie Weiss pour L'Armée des douze singes
  - Bob Ringwood, Ingrid Ferrin pour Batman Forever
  - Charles Knode pour Braveheart
  - Jean Paul Gaultier pour La Cité des enfants perdus
  - Gianni Versace et Emma Porteous pour Judge Dredd
  - John Bloomfield pour Waterworld

#### Meilleurs maquillages
- Jean Ann Black et Rob Bottin pour Seven
  - Rick Baker, Ve Neill et Yolanda Toussieng pour Batman Forever
  - K.N.B. EFX Group Inc. pour Une nuit en enfer
  - K.N.B. EFX Group Inc. pour L'Antre de la folie
  - Nick Dudman et Chris Cunningham pour Judge Dredd
  - Steve Johnson, Bill Corso et Kenny Myers pour La Mutante

#### Meilleurs effets spéciaux
- Stan Parks (Industrial Light & Magic, Amalgamated Dynamics) pour Jumanji
  - John Dykstra, Thomas L. Fisher, Andrew Adamson et Eric Durst pour Batman Forever
  - Scott Farrar, Stan Winston et Michael Lantieri (Industrial Light & Magic) pour Congo
  - Eric Brevig (Industrial Light & Magic) pour L'Indien du placard
  - Joel Hynek (Mass. Illusions LLC) pour Judge Dredd
  - Richard Edlund et Steve Johnson pour La Mutante

### Télévision et vidéo

#### Meilleure série télévisée
- Au-delà du réel : L'aventure continue
  - American Gothic
  - Les Simpson (The Simpsons)
  - Sliders
  - Space 2063
  - Star Trek: Deep Space Nine

#### Meilleur téléfilm
- Alien Nation: Millennium
  - Alien Autopsy: Fact or Fiction?
  - Attack of the Killer B-Movies
  - Chair de poule (épisode pilote)
  - The Invaders
  - Les Langoliers

#### Meilleure sortie vidéo
- V, la bataille finale
  - Beastmaster III: The Eye of Braxus
  - Le Petit Dinosaure : La Source miraculeuse
  - Le Secret de Roan Inish
  - Terminal Voyage
  - Timemaster

### Prix spéciaux
George Pal Memorial Award
- John Carpenter

Life Career Award
- Albert R. Broccoli
- Edward R. Pressman

Lifetime Achievement Award
- Harrison Ford

Special Award
- Castle Rock Entertainment

President's Award
- Robert Wise
- Bryan Singer

## Statistiques
- 2 nominations : Waterworld, Babe, le cochon devenu berger (1 récompense), Casper (1 récompense), Fluke, Toy Story, L'Antre de la folie, Témoin muet, The Prophecy, GoldenEye, Heat, Prête à tout
- 3 nominations : Congo, La Mutante, L'Indien du placard, La Cité des enfants perdus, Usual suspects (2 récompenses), Braveheart, Dolores Claiborne
- 4 nominations : Judge Dredd, Batman Forever
- 5 nominations : Strange Days (2 récompenses)
- 7 nominations : L'Armée des douze singes (3 récompenses), Jumanji (2 récompenses), Seven (2 récompenses)
- 8 nominations : Une nuit en enfer (2 récompenses)